# Conisternum
Conisternum is een geslacht van insecten uit de familie van de drekvliegen (Scathophagidae), die tot de orde tweevleugeligen (Diptera) behoort.

## Soorten
- C. decipiens (Haliday in Curtis, 1832)
- C. fluvialis (Camillo Róndani, 1867)
- C. lapponicum Ringdahl, 1920
- C. milani Sifner, 1981
- C. nigrohirtum Czerny, 1909
- C. obscurum (Fallen, 1819)
- C. tinctinerve Becker, 1894